# Жан Батіст Уедраого
Доктор Жан-Батіст Уедраого (фр. Jean-Baptiste Ouédraogo) (нар. 30 червня 1942) — колишній президент Верхньої Вольти (з 1984 Буркіна-Фасо). Займав посаду з 8 листопада 1982 до 4 серпня 1983. Був усунутий від влади в результаті перевороту, здійсненого Томасом Санкарою.
Є доктором медицини, нині працює у клініці на околиці міста Уагадугу.

## Ранні роки
Уедраого за віросповіданням є католиком. Навчався в республіці Кот-д'Івуар, а також вивчав медицину у Франції. З 1976 до 1977 року був головним лікарем педіатричного відділення столичної лікарні. 1981 року переїхав до міста Мюлуз до спеціалізованої дитячої клініки. Після його повернення з Франції в лютому 1982 року став головним лікарем військового шпиталю Уагадугу.

## Президент
7 листопада 1982 очолив військовий переворот. Доктор Уедраого став головою урядової військової хунти (CSP). Став на посаду президента у січні 1983 року та призначив прем'єр-міністром капітана Томаса Санкару.
Уедраого наприкінці травня того ж року ухвалив нову конституцію та призначив вибори, які мали відбутись у тримісячний термін, CSP було розпущено. 4 серпня 1983 стався новий переворот, організований Томасом Санкарою, в результаті якого прем'єр-міністр прийшов до влади.

## Подальше життя
Уедраого повернувся до медицини і 14 травня 1992 року заснував власну клініку Нотр-Дам-де-ла-Пуа в Уагадугу. Цікаво, що екс-президент Верхньої Вольти Сангуле Ламізана помер 27 травня 2005 року у віці 89 років саме в цій клініці.